# グーフィーのフィッシング
『グーフィーの釣り教室』（グーフィーのつりきょうしつ）または『グーフィーのフィッシング』（原題：How to Fish）は、ウォルト・ディズニー・プロダクション（現：ウォルト・ディズニー・カンパニー）が製作した1942年12月4日公開のアニメーション短編映画作品。グーフィーの短編映画シリーズの10作目である。グーフィーの教室シリーズの第8作目。

## あらすじ
グーフィーが魚釣りに挑戦する様子をナレーションが釣りについて説明をする。

## スタッフ
- 製作：ウォルト・ディズニー
- 監督：ジャック・キニー

## キャスト
| キャラクター | 原語版             | 旧吹き替え版 | 新吹き替え版 |
| ------------ | ------------------ | ------------ | ------------ |
| グーフィー   | ピント・コルヴィグ | 小山武宏     | 島香裕       |
| ナレーター   |                    | 江原正士     | 大平透       |

## 日本での公開

### 収録
- 『夢と魔法の宝石箱 ホリディ・グーフィー』（VHS、DHVジャパン、新吹き替え版）